# Віола Полей
Віола Полей (нім. Viola Poley, 13 квітня 1955) — німецька академічна веслувальниця.
Олімпійська чемпіонка 1976 року в складі парної четвірки зі стерновою.
Чемпіонка світу 1977 року в складі парної четвірки зі стерновою.